# Université de Saga
L'université de Saga (佐賀大学, Saga daigaku, couramment abrégée en 佐大, Sadai) est une université nationale japonaise, située à Saga, dans la préfecture de Saga.

## Histoire
L'université a été créée en 1949 par la fusion de plusieurs structures préexistantes. En 2003, l'université médicale de Saga fusionne avec l'université, et en 2004 l'université est hissée au rang d'université nationale.

## Composantes
L'université est structurée en facultés de 1er cycle (学部, gakubu), qui ont la charge des étudiants de 1er cycle universitaire, et en facultés de cycles supérieurs (研究科, kenkyūka), qui ont la charge des étudiants de 2e et 3e cycle universitaire.

### Facultés de1ercycle
L'université compte 5 facultés de 1er cycle (学部, gakubu).
- Faculté de culture et d'éducation
- Faculté d'économie
- Faculté de science et d'ingénierie
- Faculté d'agriculture
- Faculté de médecine

### Facultés de cycles supérieur
L'université compte 6 facultés de cycles supérieurs (研究科, kenkyūka).
- Faculté d'éducation
- Faculté d'économie
- Faculté d'ingénierie
- Faculté d'agriculture
- Faculté de médecine
- Faculté d'agriculture, commune avec l'Université de Kagoshima pour le programme de 3e cycle universitaire.